# Julián López (actor)
Julián López González (El Provencio, Cuenca, 10 de noviembre de 1978) es un humorista, actor y músico español.

## Trayectoria artística
Julián López participó en el programa de humor La hora chanante, junto con Ernesto Sevilla, Carlos Areces y Joaquín Reyes, así como en otros espacios humorísticos que se emiten en el canal Paramount Comedy como Smonka!, donde hace de primo de Ernesto, Nuevos Cómicos y Noche sin tregua, Rufus y Navarro en La Primera o Noche Hache en Cuatro. En este último, donde conducía la sección de Deportes, y en un programa de la misma línea que La Hora Chanante llamado Muchachada Nui que se emitía en La 2 de Televisión Española, donde ejercía de humorista y guionista.
También ha participado en cortos como Push Up, Videoclub, Eyeballs, La gran revelación o El factor dorsal, habiendo ganado premios como mejor humorista en distintos festivales. En el cine hizo su primera incursión, junto a su amigo Ernesto Sevilla, en el largometraje de Julio Suárez Estirpe de tritones.
Estudió Magisterio en Educación Musical en la Facultad de Educación de Cuenca de la Universidad de Castilla-La Mancha. En esa etapa universitaria conoció a gran parte de los miembros de Muchachada Nui. El más joven del grupo y el único conquense fue también el último en grabar monólogos en Paramount Comedy. Oriundo de El Provencio, Cuenca, pueblo al que vuelve siempre que tiene oportunidad.
En su faceta musical es miembro fundador del quinteto ManchaBrass, responsable de algunos de sus arreglos y de obras como el Quinteto N.º 1 para trompa y cuarteto de cuerda. Además, colabora con grupos como Deluxe, Russian Red, Marlango, Los Punsetes, Lovely Luna, Xoel López y Café Quijano.
Su visión cómica le ha permitido realizar numerosos papeles, uno de ellos es el de Vicentín en La Hora Chanante, una parodia sobre los asiduos a las discotecas y la música bakalao durante la década de los 90 en el Levante español, también interpreta al Dr. Willy Resproc y al hombre asqueroso, ambos personajes de Muchachada Nui. El 18 de mayo de 2008 también apareció en un capítulo de Aída en el papel de un chico con diversidad funcional que vendía CD piratas. También aparece en La familia Mata, capítulo 2x11, emitido el 16 de junio de 2008, en donde hace de abogado de Arturo Mata.
Tras su paso por la pequeña pantalla dio el salto al cine en 2009 con Spanish Movie, y de la mano de Borja Cobeaga, en Pagafantas. Pero el personaje que le catapultó definitivamente a la fama fue Juan Carlitros en la película No controles, también del director vasco Borja Cobeaga. Julián recibió muchas alabanzas y críticas positivas debido a este personaje y fue uno de los grandes atractivos de la película. Para promocionarla fue invitado a los programas españoles más exitosos del momento como son El hormiguero, Buenafuente y Tonterias las justas. El personaje de Juan Carlitros tuvo tanta repercusión que incluso se creó una página web de este personaje.
Desde 2011 y hasta 2013 trabajó en la serie Museo Coconut, emitida en Neox, junto con sus compañeros de Muchachada Nui y La Hora Chanante. En 2011 y hasta 2012 formó parte de la serie Los Quién de Antena 3, compartiendo reparto con actores de la talla Javier Cámara o María Pujalte. Ese mismo año aparece en la cartelera de los cines su quinta película: No lo llames amor, llámalo X, en la que interpreta a un pretencioso guionista. En abril de 2013, el humorista se incorporó al rodaje de la tercera temporada de la serie Con el culo al aire, que emitió Antena 3.
En 2015 participó en la comedia de Nacho G. Velilla Perdiendo el norte. En 2017 protagonizó, junto a Javier Cámara, Miren Ibarguren y Gorka Otxoa, la comedia Fe de etarras, una película para la plataforma Netflix. En 2018 es seleccionado para presentar la quinta ceremonia de los Premios Feroz y emitida por el canal de pago, Movistar+.
En septiembre de 2021 anunció que el 29 de ese mismo mes publicaría su primera novela llamada ‘Planetario', bajo el sello de ficción Suma de Letras, del grupo editorial Penguin Random House. En esta novela musical con tintes autobiográficos, López cuenta “una historia de sonidos y melodías, de emotividad y pequeños momentos, de tradición y modernidad y de cómo la música consigue que generaciones distintas se den la mano”, según anunció en sus perfiles de redes sociales.

## Filmografía

### Cine
| Año  | Título                          | Personaje          | Director                |
| ---- | ------------------------------- | ------------------ | ----------------------- |
| 2009 | Pagafantas                      | Rubén              | Borja Cobeaga           |
| 2009 | Spanish Movie                   | Hombre bar         | Javier Ruiz Caldera     |
| 2010 | Que se mueran los feos          | Bertín             | Nacho G. Velilla        |
| 2010 | No controles                    | Juancalitros       | Borja Cobeaga           |
| 2011 | No lo llames amor, llámalo X    | Lino               | Oriol Capel             |
| 2014 | Torrente 5: Operación Eurovegas | Cuco               | Santiago Segura         |
| 2015 | Perdiendo el norte              | Braulio            | Nacho G. Velilla        |
| 2015 | El tiempo de los monstruos      | Raúl               | Félix Sabroso           |
| 2016 | Estirpe                         | Julián             | Adrián López            |
| 2017 | Fe de etarras                   | Pernando           | Borja Cobeaga           |
| 2018 | La tribu                        | Juanjo             | Fernando Colomo         |
| 2018 | Superlópez                      | Jaime              | Javier Ruiz Caldera     |
| 2019 | Perdiendo el este               | Braulio            | Nacho G. Velilla        |
| 2019 | Dolor y gloria                  | Presentador        | Pedro Almodóvar         |
| 2021 | Operación Camarón               | Sebas              | Carlos Therón           |
| 2021 | Descarrilados                   | Roge               | Fer García-Ruiz         |
| 2022 | Todos lo hacen                  | Juan Carlos        | Hugo Martín Cuervo      |
| 2023 | Ocho apellidos marroquís        | Guillermo          | Álvaro Fernández Armero |
| 2024 | Matusalén                       | El Alber / Elpho-K | David Galán Galindo     |
| 2024 | Los destellos                   | Nacho              | Pilar Palomero          |

### Series de televisión
| Año         | Título                             | Personaje                      | Cadena      | Notas        |
| ----------- | ---------------------------------- | ------------------------------ | ----------- | ------------ |
| 2008        | Aída                               | Pedro                          | Telecinco   | 1 episodio   |
| 2008        | La familia Mata                    | Abogado                        | Antena 3    | 2 episodios  |
| 2008; 2010  | Hospital Central                   | Extra                          | Telecinco   | 2 episodios  |
| 2010 - 2013 | Museo Coconut                      | Emilio Restrepo                | Neox        | 23 episodios |
| 2011        | Los Quién                          | Esteban Zunzunegui Santanmaría | Antena 3    | 13 episodios |
| 2012 - 2013 | Fenómenos                          | Benito Villar                  | Antena 3    | 9 episodios  |
| 2014        | Con el culo al aire                | Rubén                          | Antena 3    | 16 episodios |
| 2018        | Cuerpo de élite                    | Lukax Riesgo                   | Antena 3    | 1 episodio   |
| 2018        | BByC: Bodas, bautizos y comuniones | Berto                          | Telecinco   | Telefilme    |
| 2018        | Capítulo 0                         | Trevor                         | #0          | 1 episodio   |
| 2019        | Paquita Salas                      | Pablo G. Maura                 | Netflix     | 1 episodio   |
| 2019 - 2020 | Justo antes de Cristo              | Manio Sempronio Galva          | #0          | 12 episodios |
| 2023        | Mentiras pasajeras                 |                                | SkyShowtime | 8 episodios  |

### Programas de televisión
- Ilustres Ignorantes, Invitado (2017) en Movistar +
- La hora chanante, varios (2002-2006), en Comedy Central.
- Smonka!, como El Primo (2005-2007), en Comedy Central.
- Noche Hache (2005-2008), en Cuatro.
- Muchachada Nui, varios (2007-2010), en La 2.
- Retorno a Lilifor, varios (2015), en Neox.
- Premios Feroz 2018, presentador (2018), en Movistar+.
- Adivina qué hago esta noche (2020), en Cuatro.

## Premios y nominaciones
- Mejor Actor por la película Matusalén en el Festival Internacional de Cinema de Comedia de Begur Costa Brava [5]
- Nominación a la Medalla del Círculo de Escritores Cinematográficos al mejor actor secundario en la edición de 2011 por la película No controles.
- Nominación al Premio Feroz al mejor actor de reparto en la edición de 2025 por la película Los destellos.